# Eupithecia depressa
Eupithecia depressa är en fjärilsart som beskrevs av András Vojnits 1979. Eupithecia depressa ingår i släktet Eupithecia och familjen mätare. Inga underarter finns listade i Catalogue of Life.